# Hajo Kurzenberger
Hajo Kurzenberger (geb. 1944 in Bruchsal) ist ein deutscher Literatur- und Theaterwissenschaftler.

## Werdegang
Kurzenberger studierte ab 1964 Germanistik, Geschichte und Theaterwissenschaften an der Universität Heidelberg und an der  Freien Universität Berlin. 1972 promovierte er an der Uni Heidelberg mit einer Arbeit zu Horváths Volksstücke. Beschreibung eines poetischen Verfahrens und war von 1974 bis 1980 wissenschaftlicher Mitarbeiter für deutsche Literaturwissenschaft an den Universitäten Heidelberg und Trier. 
1981 wurde Kurzenberger Professor für Theorie und Praxis des Theaters an der Universität Hildesheim. Zudem wirkte er auch als Dramaturg und Regisseur an verschiedenen Stadt- und Staatstheatern. Im Februar 2009 wurde Kurzenberger emeritiert, 2019 zum Ehrensenator der Universität Hildesheim ernannt.

## Schriften (Auswahl)
- Horváths Volksstücke. Beschreibung eines poetischen Verfahrens. Fink, München 1974 (Zugleich: Heidelberg, Univ., Philos.-Histor. Fak., Diss. 1972).
- Der kollektive Prozess des Theaters. Chorkörper – Probengemeinschaften – theatrale Kreativität. Transcript, Bielefeld 2009. ISBN 978-3-8376-1208-0.
- Kopfweitsprung. Erzählung einer Nachkriegskindheit. Georg Olms Verlag, Hildesheim – Zürich 2018, ISBN 978-3-487-08608-8.
- (Hrsg.) Jossi Wieler – Theater.  Alexander-Verlag, Berlin 2011, ISBN 978-3-89581-226-2.
- (Hrsg. mit Miriam Tscholll) Die Bürgerbühne. Das Dresdner Modell. Alexander-Verlag, Berlin 2014, ISBN 978-3-89581-332-0.